# رودني هانا
رودني هانا (بالإنجليزية: Rodney Hannah)‏ هو لاعب كرة قدم أمريكية أمريكي، ولد في 9 أغسطس 1984 في فريسنو في الولايات المتحدة.

## وصلات خارجية
- رودني هانا على موقع كلية كرة السلة في سبورتس رفرنس.كوم (الإنجليزية)
- رودني هانا على موقع ريلجم (الإنجليزية)